# Episodi di Just Add Magic (seconda stagione)
La seconda stagione della serie televisiva Just Add Magic ha debuttato col primo episodio il 14 ottobre 2016 su Prime Video, per poi continuare il 13 gennaio 2017 con altri 12 episodi. Il 4 gennaio 2018 è stato annunciato che sarebbero stati pubblicati 13 nuovi episodi, che sono disponibili dal 19 dello stesso mese.
| n. | Titolo originale    | Titolo in italiano        | Prima TV originale | Prima TV italiano |
| -- | ------------------- | ------------------------- | ------------------ | ----------------- |
| 1  | Just Add Halloween  | Un pizzico di Halloween   | 14 ottobre 2016    | 14 ottobre 2016   |
| 2  | Just Add Summer     | Un pizzico d'estate       | 13 gennaio 2017    | 13 gennaio 2017   |
| 3  | Just Add Chuck      | Aggiungi Chuck            | 13 gennaio 2017    | 13 gennaio 2017   |
| 4  | Just Add 1965       | Un pizzico di 1965        | 13 gennaio 2017    | 13 gennaio 2017   |
| 5  | Just Add Saphrön    | Un pizzico di Saphrön     | 13 gennaio 2017    | 13 gennaio 2017   |
| 6  | Just Add Fixings    | Un pizzico di riparazioni | 13 gennaio 2017    | 13 gennaio 2017   |
| 7  | Just Add 8529       | Un pizzico di 8529        | 13 gennaio 2017    | 13 gennaio 2017   |
| 8  | Just Add Muscles    | Un pizzico di muscoli     | 13 gennaio 2017    | 13 gennaio 2017   |
| 9  | Just Add Fire       | Un pizzico di fuoco       | 13 gennaio 2017    | 13 gennaio 2017   |
| 10 | Just Add Meddling   | Un pizzico di ingerenza   | 13 gennaio 2017    | 13 gennaio 2017   |
| 11 | Just Add Secrets    | Un pizzico di segreti     | 13 gennaio 2017    | 13 gennaio 2017   |
| 12 | Just Add History    | Un pizzico di Morbium     | 13 gennaio 2017    | 13 gennaio 2017   |
| 13 | Just Add Rose       | Un pizzico di Rose        | 13 gennaio 2017    | 13 gennaio 2017   |
| 14 | Just Add Fluffy     | Aggiungi Fluffy           | 19 gennaio 2018    | 19 gennaio 2018   |
| 15 | Just Add RJ         | Aggiungi RJ               | 19 gennaio 2018    | 19 gennaio 2018   |
| 16 | Just Add Gumdrops   | Un pizzico di inganno     | 19 gennaio 2018    | 19 gennaio 2018   |
| 17 | Just Add Time       | Un pizzico di tempo       | 19 gennaio 2018    | 19 gennaio 2018   |
| 18 | Just Add Telepathy  | Un pizzico di segreto     | 19 gennaio 2018    | 19 gennaio 2018   |
| 19 | Just Add Attention  | Un pizzico di attenzione  | 19 gennaio 2018    | 19 gennaio 2018   |
| 20 | Just Add Contagion  | Un pizzico di contagio    | 19 gennaio 2018    | 19 gennaio 2018   |
| 21 | Just Add Beginnings | Un pizzico di inizio      | 19 gennaio 2018    | 19 gennaio 2018   |
| 22 | Just Add Silvers    | Aggiungi Silver           | 19 gennaio 2018    | 19 gennaio 2018   |
| 23 | Just Add Barriers   | #Un pizzico di fuga       | 19 gennaio 2018    | 19 gennaio 2018   |
| 24 | Just Add Betrayal   | Un pizzico di tradimento  | 19 gennaio 2018    | 19 gennaio 2018   |
| 25 | Just Add Caroline   | Aggiungi Caroline         | 19 gennaio 2018    | 19 gennaio 2018   |
| 26 | Just Add Spices     | Un pizzico di spezie      | 19 gennaio 2018    | 19 gennaio 2018   |

## Un pizzico di Halloween
Dopo che la loro Torta dell'ultima chance ha infranto la maledizione ed ha riportato indietro un vecchio nemico, le ragazze devono trovare un ingrediente speciale in grado di determinare la sua posizione. L’ingrediente sboccia solo una volta l’anno.. ad Halloween, così le ragazze devono tornare indietro nel tempo per prendere l’ingrediente, ma senza incappare nelle vecchie loro stesse.

## Un pizzico d'estate
Usando gli ingredienti speciali raccolti durante lo scorso Halloween, le ragazze cucinano una “Zuppa cercapersone di miso” per determinare la posizione di Chuck. Quando questo incantesimo sembra non funzionare, Kelly cucina un “Sandwich risolvi disputa” per attirare comunque Chuck verso di loro ma.. per farlo funzionare Kelly dovrà mettere sotto incantesimo la sua stessa nonna.

## Aggiungi Chuck
Le ragazze hanno la prima interazione con Chuck, ma appare subito chiaro che sta soffrendo di una specie di amnesia. Non ricorda nulla del Festival delle Pluot del 1965. La nonna e Mama P pensano che stia mentendo e che non ci si possa fidare, quindi le ragazze cucinano un incantesimo sulla fiducia che aiuta Chuck ad adeguarsi ai giorno d’oggi – ma che sblocca anche alcuni ricordi del 1965.

## Un pizzico di 1965
Incapaci di ottenere delle risposte coerenti dalla Nonna, dalla Signorina Silvers e da Mama P riguardo a quello che è accaduto con Chuck nel 1965, Kelly, Hannah e Darbie preparano una ricetta che gli permette di osservare gli eventi del passato. Nel frattempo, Chuck riesce ad avvicinarsi alla famiglia Quinny salvando Buddy da un incidente con lo skateboard.

## Un pizzico di Saphrön
Preoccupata dell’avvicinamento di Chuck alla sua famiglia, Kelly cucina insieme a Darbie delle mentine speciali che si comportano da macchina della verità, per riuscire a far vedere al padre di Kelly quello che si cela dietro alle azioni di Chuck. Darbie usa, invece, le mentine su suo padre quando questo la invita a pranzo per farle incontrare la sua nuova fidanzata, Amy.

## Un pizzico di riparazioni
Quando le ragazze cucinano un incantesimo riparatore per aiutare Jake ad aggiustare la sua Cibo-cicletta, si ritrovano costrette a porre rimedio a tutti i problemi che gli si prospettano davanti, dal riparare mobili ad aiutare Mama P ad abbellire il suo locale. Alla fine, Kelly, incrocia Chuck e capisce che anche lui ha bisogno di riparazioni.. emotive.

## Un pizzico di 8529
Il libro conduce Kelly al nascondiglio di Chuck, celato alla vista grazie ad un incantesimo creato da lui stesso. Kelly si rende invisibile per poterci entrare, ma rimane sconvolta di fronte ad una importante scoperta. Chuck sta creando il suo personale ricettario magico.

## Un pizzico di muscoli
Dopo che le ragazze hanno scoperto che Chuck sta creando un proprio ricettario magico rubando le ricette dal loro, si trovano costrette a cucinare un incantesimo per incrementare la forza, in modo da riuscire a riportare da loro il ricettario sano e salvo.

## Un pizzico di fuoco
Chuck sa che le ragazze hanno preso il suo libro, così lancia un incantesimo per il sonno a loro, alla nonna, alla signorina Silvers ed a Mama P. In questo modo, tutte e sei devono cercare di restare sveglie abbastanza da riuscire a cucinare un controincantesimo tutte insieme.

## Un pizzico di ingerenza
Kelly si ritrova ad utilizzare la magia per risolvere ogni problema, grande o piccolo, cosa che costringe Hannah e Darbie a nasconderle il libro. Nel frattempo, Chuck trova un nuovo modo per entrare nelle vite delle ragazze, attraverso Jake.

## Un pizzico di segreti
Kelly cucina un incantesimo per fare rivelare i segreti in cerca di risposte al mistero di Chuck. L’incantesimo solleva però più interrogativi che risposte quando tutte le persone intorno a Kelly iniziano a confidarle i loro segreti. Il culmine sarà raggiunto con il più grande segreto di tutti.. quello che è nascosto nelle pagine del libro stesso.

## Un pizzico di Morbium
Mentre le ragazze continuano a svelare dettagli sulla storia di Chuck, devono cucinare un incantesimo per salvare Jake dalla magia di Chuck.

## Un pizzico di Rose
Kelly, Hannah e Darbie si affrettano a risolvere il mistero finale imprigionato nelle pagine del libro prima che Chuck riesca ad intrappolare per sempre una di loro dentro al ricettario. Durante il cammino, imparano una sorprendente quantità di informazioni sul passato di Chuck e della sua famiglia.

## Aggiungi Fluffy
Dopo che il libro di ricette magico scompare dallo zaino di Kelly, le ragazze cucinano un incantesimo di localizzazione per ritrovarlo, ma temono che potrebbe averle lasciate per sempre.

## Aggiungi RJ
Nel tentativo di recuperare il ricettario magico, Kelly, Darbie ed Hannah incappano accidentalmente in un incantesimo che le rende antipatiche agli occhi di chi le circonda.

## Un pizzico di inganno
Dopo aver creato un incantesimo per far sì che RJ restituisca il libro di ricette, le ragazze inavvertitamente scoprono che, a volte, rinunciando a ciò che si vuole, si ottiene ciò di cui si ha bisogno.

## Un pizzico di tempo
Per riuscire a sapere di più riguardo RJ e per ritrovare gli altri vecchi Protettori, le tre ragazze inizieranno ad investigare, grazie all'utilizzo di un incantesimo in grado di accelerare il tempo.

## Un Pizzico di Segreto
Kelly Darbie e Hannah usano un incantesimo telepatico per andare sotto copertura da Saphrön a investigare su Noelle Jasper.

## Un Pizzico di Attenzione
Noelle ha dei sospetti nei confronti delle ragazze e lancia contro di loro un misterioso incantesimo, che fa sì che tutti quanti prestino attenzione anche ai loro più piccoli movimenti.

## Un Pizzico di Contagio
Kelly, Hannah e Darbie provano un incantesimo su Mama P per farle ricordare la magia. Ma questa gli si rivolge contro e sottrae la personalità di Mama P, che poi passa da persona a persona, finché l'intera città comincia a comportarsi come lei.

## Un Pizzico di Inizio
Al fine di proteggere loro stesse, il trio cucina un incantesimo che le aiuti a ricordare la magia per sempre. Il lato negativo è che si dimenticano della loro amicizia e di essersi mai incontrate.

## Aggiungi Silver
Le ragazze accidentalmente moltiplicano la signora Silvers per proteggerla e ognuna di loro deve passare la giornata con uno dei cloni, tenendola al sicuro dall'incantesimo "dimentica la magia".

## Un pizzico di fuga
Kelly, Hannah e Darbie cucinano un incantesimo affinché nessuno entri in casa di Kelly, ma restano accidentalmente intrappolate all'interno della casa insieme a Terri, Jill ed al Signor Morris: chiunque potrebbe essere un sospettato.

## Un pizzico di tradimento
Dopo che il signor Morris rivela di non essere lui uno dei vecchi Protettori, le tre ragazze vengono a conoscenza della storia dei vecchi possessori del ricettario magico che le hanno precedute.

## Aggiungi Caroline
Durante la sera della prima della recita di Darbie, le tre ragazze cucinano un incantesimo che le aiuti ad identificare Caroline tra la gente, ma si perdono nei dettagli.

## Un pizzico di spezie
Dopo che il libro di ricette magico si apre su una mappa, le tre Protettrici vanno in missione separatamente per salvare la magia dallo scomparire per sempre.